# Die Mannschaft
Die Mannschaft ist ein deutscher Dokumentarfilm über die Fußball-Weltmeisterschaft 2014 in Brasilien, der sie aus Sicht der deutschen Mannschaft zeigt. Er wurde von den DFB-Mitarbeitern Martin Christ, Jens Gronheid und Ulrich Voigt erstellt. Der Film zeigt Szenen mit den Fußballern auch außerhalb des Feldes, wie vom Trainingslager im Passeiertal in Südtirol, dem Campo Bahia in Brasilien bis zur Siegesfeier in der Kabine des Maracanã in Rio de Janeiro und der Siegesparty auf der Fanmeile in Berlin.
Der Trailer wurde am 29. Oktober 2014 veröffentlicht. Die Weltpremiere des Filmes war am 10. November 2014 in Berlin. Am 13. November 2014 startete Die Mannschaft im Verleih der Constantin Film in rund 500 Kinos. Am 2. Januar 2015 wurde der Dokumentarfilm im Ersten ausgestrahlt. Ein Jahr nach dem WM-Sieg in Brasilien, am 10. Juli 2015, brachte Studio Hamburg Enterprises den Film auf Blu-ray Disc und DVD auf den Markt.
Die Idee, die deutsche Fußballnationalmannschaft mit der Kamera bei einem großen Turnier zu begleiten, ist aber nicht neu. Bereits zur Fußball-Weltmeisterschaft 2006 entstand der Dokumentarfilm Deutschland. Ein Sommermärchen von Filmemacher Sönke Wortmann. „Die Mannschaft“ wurde jedoch unter „Federführung“ der FIFA produziert.

## Kritiken
„Die Mannschaft ist viel Gefühlsduselei, alle deutschen Tore der WM, alle Paraden von Manuel Neuer in Zeitlupe, mit Geigen unterlegt, bei jedem Torschuss ein dumpfer Bass, bei jedem Tor der Sound vom Tornetz. Doch vor allem ist ‚Die Mannschaft‘ das einfach gezeichnete Porträt einer Gruppe junger Menschen, die sich vor der Kamera gut verstehen. […] Kritische Töne fehlen, was nicht überrascht: Der Film ist eine Koproduktion von DFB und Weltverband FIFA. Dies gipfelt in einer Szene, die Kapitän Bastian Schweinsteiger zeigt, wie er morgens am Pool steht, die Arme wie zum Gebet zu einem Sonnengott nach oben gereckt, er sagt: ‚Obrigado Sepp Blatter.‘“

„Wer sich von Bierhoffs PR-Streifen Erkenntnisse erhofft hat, warum Deutschland Weltmeister wurde, wird enttäuscht. Taktik-Analysen oder Einblicke in einstudierte Spielzüge gibt es nicht. […] Gedanken und persönliche Eindrücke der Spieler kommen fast nicht vor. Mario Götze war vor dem Endspiel nicht glücklich mit seiner Rolle als Reservist. Im Halbfinale spielte er überhaupt nicht, ins Finale kam er als Joker. Ob er sich gewundert hat, warum immer Mesut Özil spielen durfte? Die Filmemacher haben ihn nicht gefragt. Natürlich wird auch mit keinem Wort erwähnt, dass der Bau des Luxusresorts Campo Bahia höchst umstritten war.“

„Die Anhänger der Nationalmannschaft werden den Film mögen, denn sie können mit ihm noch einmal so richtig sentimental werden und ‚Hach, wie war das schön!‘ juchzen, für alle anderen hat er allenfalls dokumentarischen Wert. Aber vielleicht nicht einmal den, denn der DFB gibt nichts wirklich preis. […] So sieht man Fußballprofis, die sich rundumversorgt zum Titel gespielt und dem DFB einen propagandistischen Steilpass gegeben haben.“

„Die Mannschaft verspricht Einblicke in das Innenleben der Nationalelf. Zu sehen ist aber fast nur Bekanntes. Der Film setzt auf die Emotionen des Weltmeister-Sommers, den Spielern kommt er nicht wirklich nah. […] Neues erzählt der Film nicht, kann er auch gar nicht. Es sei denn, man ist interessiert, was Philipp Lahm nach dem WM-Finale frühstückt, wie die Tischtennis-Vorhand von Mario Götze ausgestaltet ist und wie es um die Golfspiel-Qualitäten Thomas Müllers bestellt ist. Und immer wieder die Nationalspieler, wie sie auf ihre Smartphones schauen. Ein wiederkehrendes Motiv dieses Films.“

## Hintergrund
Der offizielle Trailer beginnt mit dem Zitat „Brasilien hat Neymar. Argentinien hat Messi. Portugal hat Ronaldo. Deutschland hat eine Mannschaft!“, das Steven Gerrard zugeschrieben wird. Der englische Kapitän soll den Text auf Twitter nach dem 7:1 der Nationalelf gegen Brasilien gepostet haben. Tatsächlich handelte sich beim Benutzernamen iSteven8Gerrard nur um einen Fan, was man auch daran erkennen konnte, dass er über Gerrard in der dritten Person schreibt und der Account keinen blauen Haken eines verifizierten Accounts besitzt. Das Zitat wird im Film selbst nicht mehr gezeigt.